# Білорусь на зимових Олімпійських іграх 2006
На зимових Олімпійських іграх у Турині Білорусь представляли 28 спортсменів.